# Лещёвская начальная школа
Лещевская начальная школа — учебное учреждение начального образования.

## История школы
Школа была основана как земское 4-классное училище в д. Лещи в 1904 году.
В 1939 г. деревню Лещи расформировали и присоединили к деревне Девичья Дубрава.
В 1944 году территория, на которой находилась школа, была освобождена от фашистской оккупации.
В 1947 году здания школы не существовало, но школьный участок сохранился. Здание для восстановление школы было взято из бывшей верёвочной артели, расположенной в д. Бухарино (Чертки). До момента окончания строительства школьного здания занятия велись в 4-х домах в д. Бухарино (тогда называлась д. Кавказ) в 2 смены. Избы находились в 200 метрах друг от друга. Комнаты в своих домах предоставили колхозники — Сапегина Марфа, Игнатенкова Марина Панкратьевна. Занятия были организованы для учеников с 1 по 7 классы. В 1947 году в школе занималось 34 ученика.
В 1949 году было восстановлено собственное здание школы и в нём оборудовано 2 классных комнаты и дополнительно куплена изба выехавшего колхозника.
К 1952 году школьные помещения были достроены — 4 классные комнаты и учительская. Много стараний при строительстве приложили местные плотники Петр Егорович Егоров и Илья Фёдорович Игнатенков. Был разбит школьный яблоневый сад (сохранился до 2016 г.), посажена берёзовая роща и высажены кусты смородины. Усилиями Любови Аврамовны Лампицкой и Николая Владимировича Ступакова, был создан учебно-опытный участок в 30 соток, на котором выращивались бобовые, злаковые, огородные растения. Руководила работами на участке Любовь Аврамовна Лампицкая. На проводимых в сентябре слётах юннатов школа ежегодно занимала призовые места. Почётными грамотами награждали и школу и учительницу.
С 1953 года школа из семилетней была преобразована в восьмилетнюю, и по прежнему работала в 2 смены. В первую смену занимались начальные классы, во вторую 5-8.
С 1957 года по 1961 г. шла переписка на русском и немецком языках между учениками 5 класса Лещёвской школы и учениками школы г. Дёбельн (округ Лейпциг).
В 1962 году в школе по указу «сверху» были заведены кролики, которые вскоре погибли от какой-то эпидемии.
В 1964 году Смоленский райисполком принял решение упразднить Лещёвскую 8 летнюю школу, оставив её начальной. В школе числилось 54 ученика.
Закрыта в 1980 году — ?.

## Директора школы
на 1947 г. — Мария Григорьевна Егорова, до февраля 1948 г.
с февраля 1948 г. Фёдор Игнатьевич Меженцев, до августа 1949 г.
с августа 1949 г. Николай Владимирович Ступаков до 1956 г.
с 1956 г. Г. А.

## Преподаватели и работники школы
Нина Петровна Селедкова (1947—1949) — преподаватель начальных классов
Ефросинья Фёдоровна Повалюхина (1947—1949) — преподаватель начальных классов
Раиса Андреевна Прудникова (1947—1949) — преподаватель начальных классов
Фёдор Игнатьевич Меженцев (1947—1964) — преподаватель начальных классов, с 1949 года преподаватель немецкого языка, и русского языка и литературы 5 класса и завуч до 1951 г.
Вера Гавриловна Шагаева (1947-) — Завуч, преподаватель математики в старших классах
Александра Ивановна Старовойтова (1947—1949) — преподаватель русского языка и литературы в старших классах
Валентина Ефимовна Урбан (1947—1949) — преподаватель истории в старших классах
Сергей Макарович Тумараев — (1947—1950) — счетовод
Марина Фёдоровна Чернякова — техничка
Любовь Аврамовна Лампицкая (1948—1964) — биолог, химик, географ, словесник
Галина Антоновна Киселевская (1948—1949) — преподаватель русского языка и литературы
Екатерина Сазоновна Доленкова (1948—1949) -
Павел Павлович Давыдов (1949 −1950) — преподаватель физкультуры
Григорий Исакович Кондратенков (1949 —) — 4 класс
Петр Дмитриевич Антипов (1949 —) -
Александра Гавриловна Горовикова — (более 17 лет) — учитель начальных классов
Николай Владимирович Ступаков (1949 —) — преподаватель истории и физики
Елена Константиновна Ставрова — (— 1964?)
Евдокия Герасимовна Волкова (около 10 лет) — преподаватель математики
Нина Фёдоровна Курбенкова
Анатолий Григорьевич Стешин
Станислав Степанович Артемников
Дарья Петровна Качурина
Пётр Кузьмич Верхогляд — преподаватель пения
Александр Яковлевич Тимошенков (1950-) — преподаватель физкультуры
Г. А. (1956-), директор школы, преподаватель географии